# Claudio Morena
Claudio Marcelo Morena Bertolino (* 19. Dezember 1969 in Montevideo) ist ein ehemaliger uruguayischer Fußballspieler, der im offensiven Mittelfeld sowie in der  Sturmreihe agierte.

## Laufbahn
Morena begann seine Profikarriere 1988 bei seinem Heimatverein Racing Club de Montevideo, mit dem er 1989 die Zweitligameisterschaft gewann und in die höchste Spielklasse aufstieg. Dort belegte die Mannschaft 1990 einen beachtlichen fünften Platz und scheiterte denkbar knapp in den Qualifikationsspielen zur Copa Libertadores 1991, als sie im entscheidenden Spiel gegen den Club Atlético Bella Vista erst im Elfmeterschießen verlor.
1992 wechselte Morena nach Mexiko, wo er von 1992 bis 1995 bei den UAG Tecos unter Vertrag stand. In seiner ersten Saison 1992/93 erzielte Morena 11 Tore für seinen neuen Verein, davon 4 per Strafstoß. In seiner zweiten Saison 1993/94 bei den Tecos gewann er  – zum überhaupt einzigen Mal in deren Vereinsgeschichte (!) – die mexikanische Fußballmeisterschaft. Anschließend spielte Morena für den CF Pachuca, mit dem er die Zweitligameisterschaft der Saison 1995/96 gewann, womit ihm die persönliche Rückkehr in die höchste Spielklasse gelang. In der darauffolgenden Saison 1996/97 mit den Tuzos erlebte Morena erstmals einen Abstieg, als der CF Pachuca in die Primera División 'A' zurückkehren musste. Dort trat Morena nach Beendigung seiner aktiven Laufbahn jedoch nicht mehr an.

## Erfolge
- Mexikanischer Meister: 1993/94
- Mexikanischer Zweitligameister: 1995/96
- Uruguayischer Zweitligameister: 1989